# 瓿

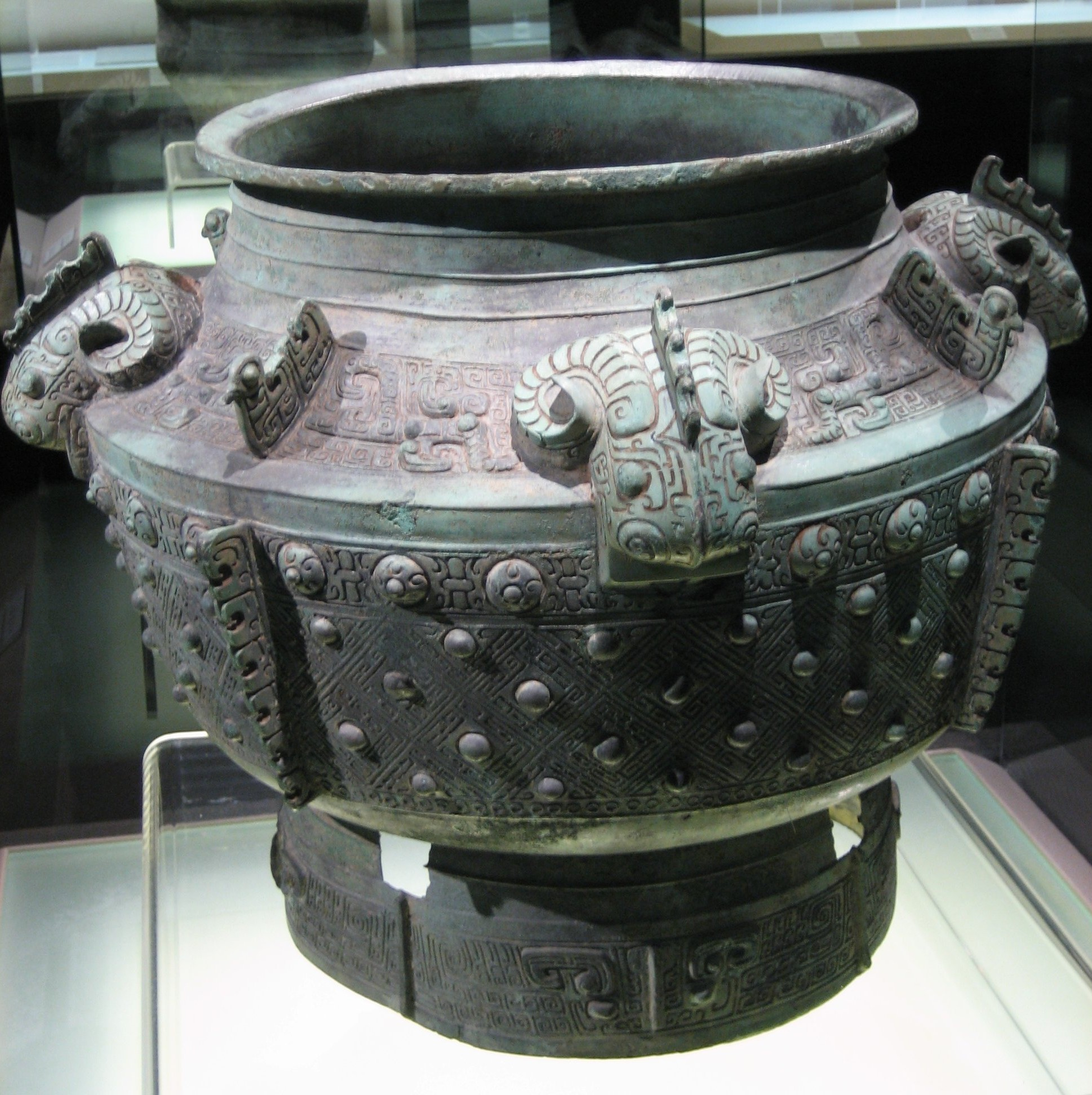
商朝晚期的四羊首瓿

瓿，中国古代的礼器，由青銅或陶土製成，用于盛放水、酒、酱等物。流行于商朝至东周时期。
瓿形状似尊，但比尊矮小。有圆形和方形、带耳和不带耳之分，耳多做成兽头状，大腹、圈足、斂口，有盖子。器身常有饕餮纹、乳钉纹、云雷纹等装饰。其中一座四羊首瓿藏于上海博物馆。
揚雄《方言》中提到「缶謂之瓿㼴。其小者謂之瓶。」《廣雅》則言「瓿，缶也。又瓶也。」則瓿和缶可能為同一器物。

## 外部連結
[在维基数据编辑]
 《欽定古今圖書集成·經濟彙編·考工典·瓿部》，出自陈梦雷《古今圖書集成》